# Wolfschlucht

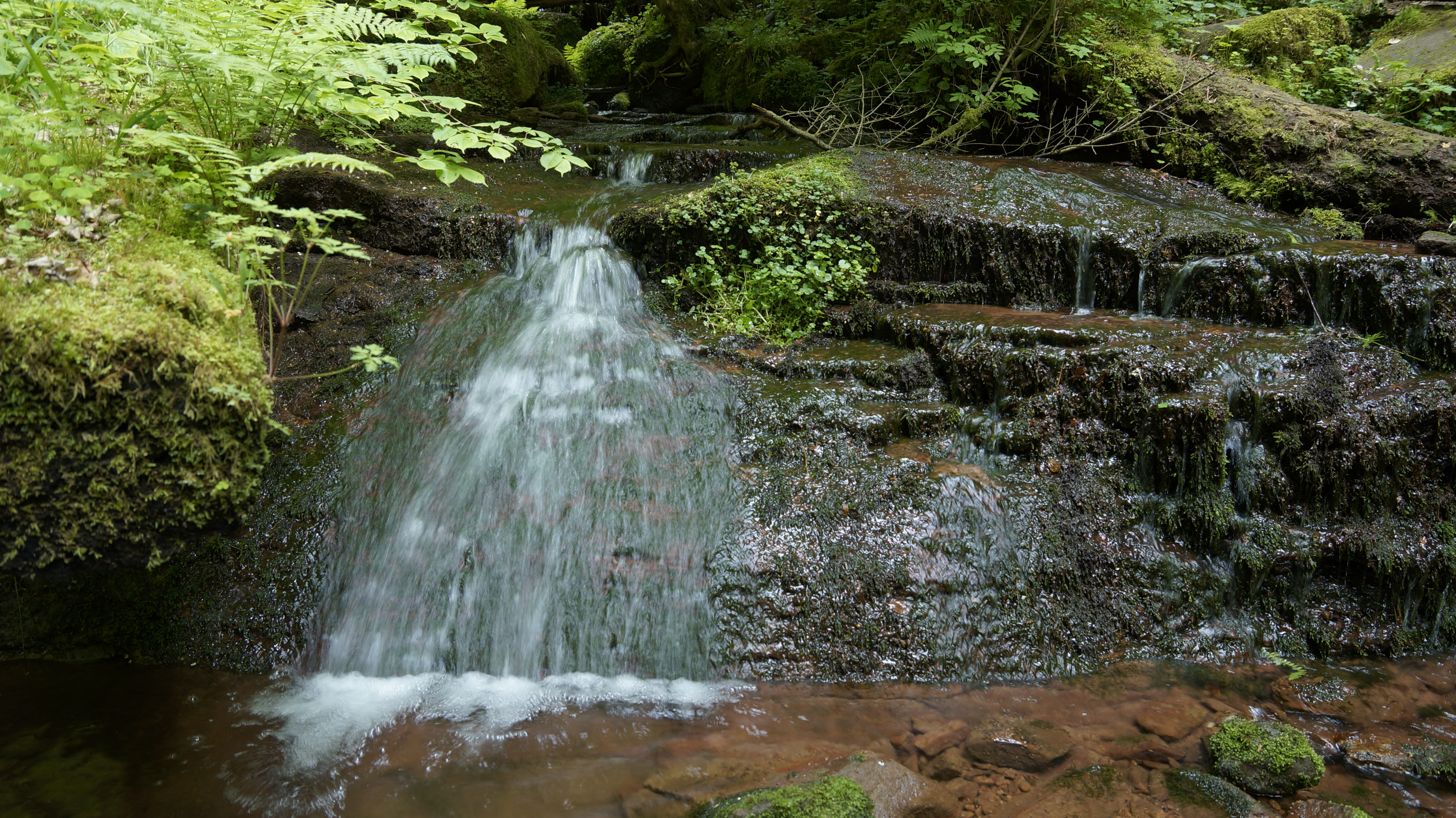
Wolfschlucht bei Zwingenberg

Die Wolfschlucht, in anderer Schreibung Wolfsschlucht, ist der steile Einschnitt des kurzen und gefällereichen Schlossbächleins im Odenwald, das bei Zwingenberg im Neckar-Odenwald-Kreis in Baden-Württemberg von rechts in den Neckar mündet.

## Name
Zwei Namensvarianten werden offiziell verwendet. So nennt die Gemeinde Zwingenberg die Schlucht in ihrem Internetauftritt Wolfsschlucht, das Landesvermessungsamt Baden-Württemberg verwendet auf seinen Karten die Bezeichnung Wolfschlucht.

## Geographie
Die Wolfsschlucht ist ein etwa einen Kilometer langes Kerbtal, welches das Schlossbächlein durch Erosion im Buntsandstein an seinem Unterlauf geschaffen hat. Etwa einen Kilometer oberhalb der Mündung auf ca. 130 m ü. NN mündet von rechts auf ca. 275 m ü. NN der von Norden kommende Engelsbach in den hier selbst nach Westsüdwest fließenden Baches, der etwa 1,7 km weiter oben beim Gehöft Untere Post der Gemeinde Waldbrunn auf etwa 465 m ü. NN entspringt. Auf seinem unteren Teil vor dem Zusammenfluss ist der Schlossbächlein-Oberlauf weit mit Geröll verfüllt, so dass dort sommers kein offener Wasserlauf sichtbar ist. Der Engelsbach, obwohl augenscheinlich wasserreicher, entspringt nur etwa 1,3 km weiter oben am sogenannten Engelsbrunnen auf knapp 440 m ü. NN. Beide Quellbäche fließen noch wenige hundert Meter oberhalb ihres Zusammenflusses in profilärmeren Muldentälern.
Die Wolfschlucht ist in den Buntsandstein des Odenwaldes eingeschnitten. Ihr Klingenbach fällt öfters in mehrere Meter hohen Abstürzen über Felsbänke herab, auf der engen Talsohle, die zuweilen beidseits von Felswänden oder -überhängen begrenzt wird, liegen an Felswände gelehnt oder über Blockschutt abgestürzte und bemooste Baumstämme, deren Bewuchs vom beständigen Sprühnebel befeuchtet wird. An steilen Erdhängen rutschen oft Partien ab.
Die Wolfschlucht ist Teil des Naturparks Neckartal-Odenwald, sie ist als Geotop geschützt.
In der Nähe der Wolfschlucht wurde 1866 der letzte Wolf des Odenwaldes erlegt.

## Romantische Oper
Der Zwingenberger wird wie der Baden-Badener Wolfsschlucht und der Webergrotte im Elbsandsteingebirge nachgesagt, Carl Maria von Weber zu seiner Oper Der Freischütz inspiriert zu haben. Auf der Burg Zwingenberg am Ausgang der Schlucht wird bei den jährlich stattfindenden Schlossfestspielen diese Oper aufgeführt.

## Wanderwege

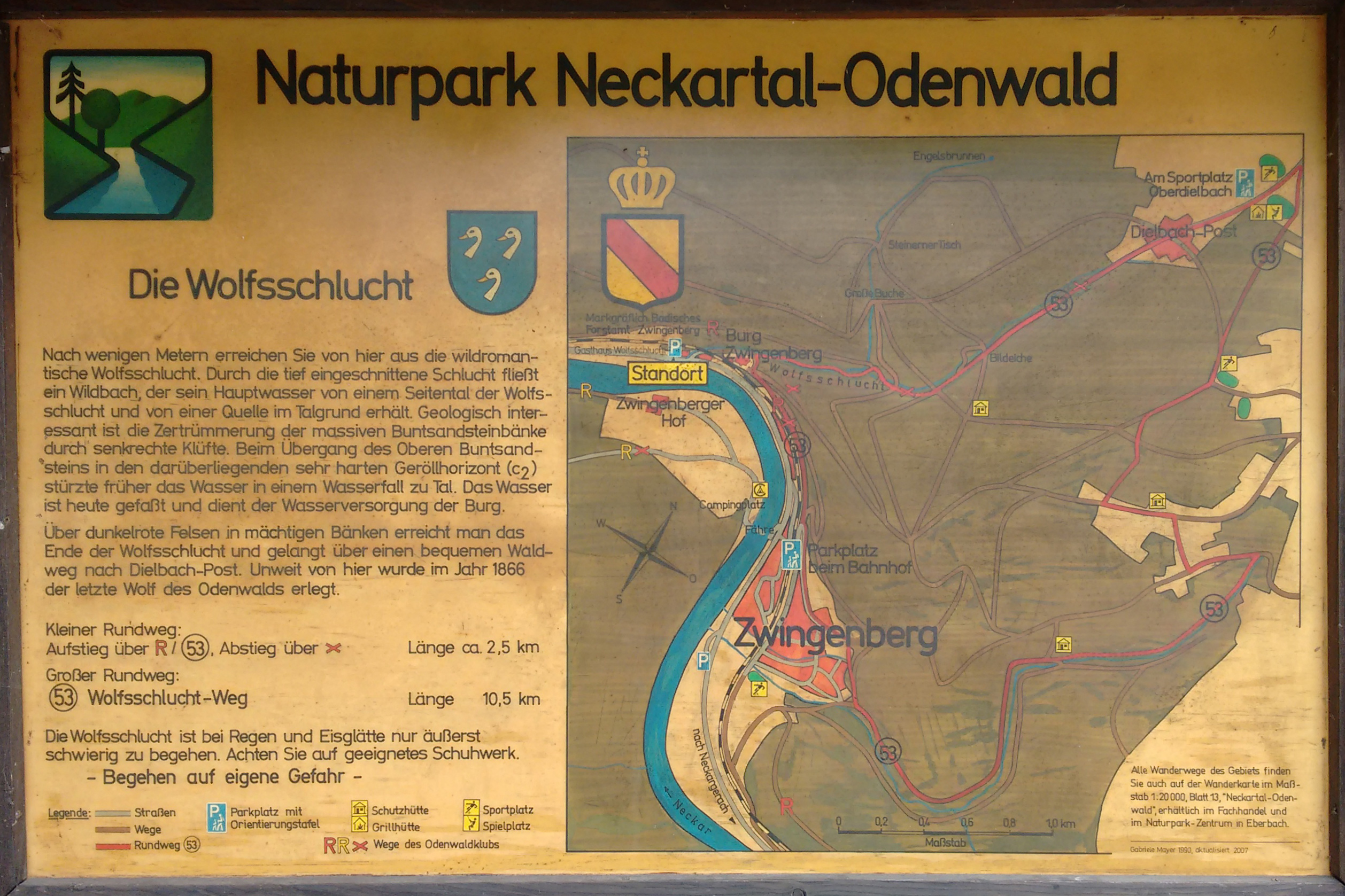
Wanderkarte zur Wolfsschlucht an der B37 bei Zwingenberg

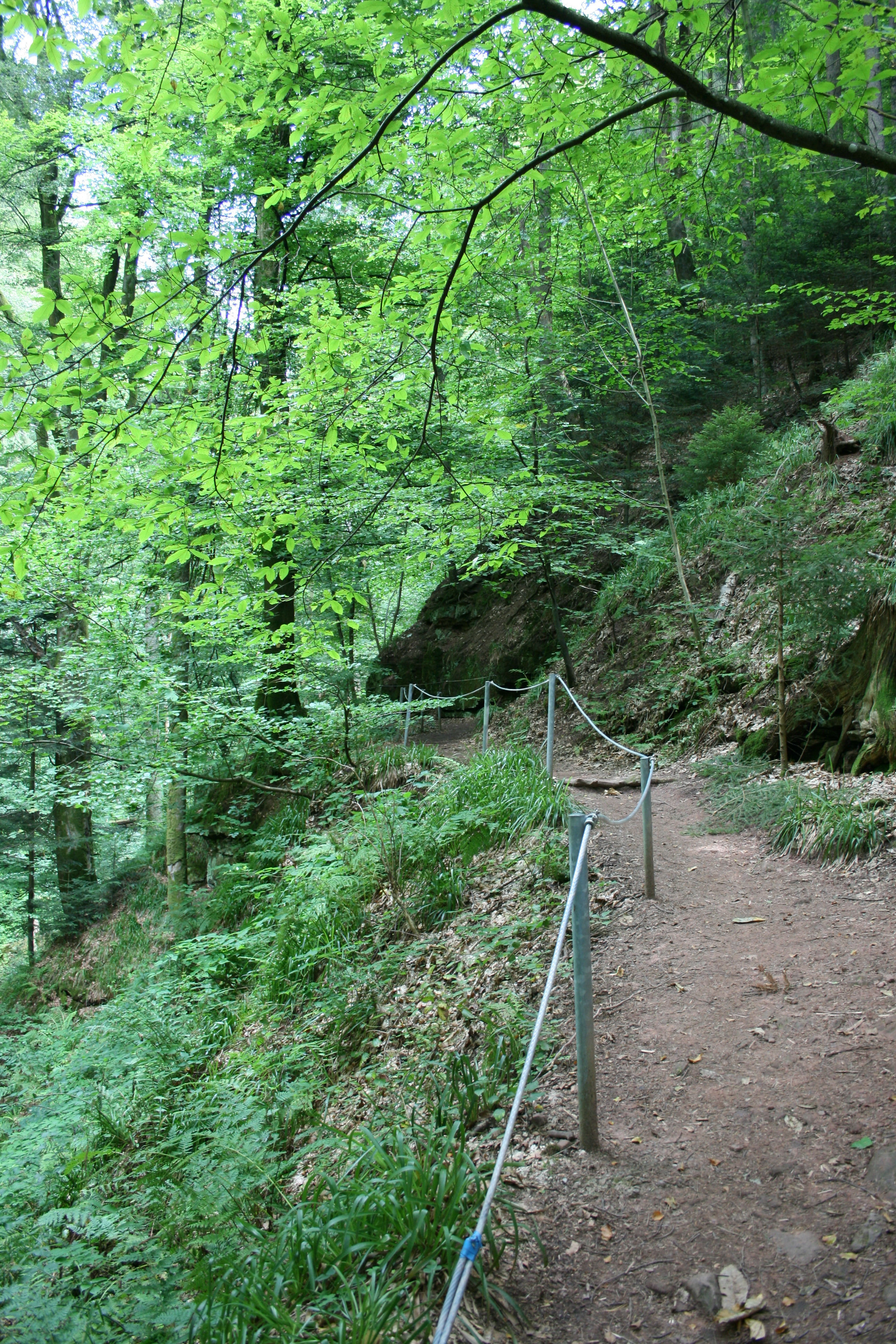
Weg in der Wolfschlucht

Durch die Wolfschlucht ziehen einige Wanderwege, die im romantischsten Abschnitt zwischen der Burg Zwingenberg und dem erwähnten Bachzusammenfluss gebündelt sind. Dieser teilweise Stahlseile als Halthilfe bietende Pfad führt an großen Felsbrocken, abgestürzten Baumstämmen und mehrere Meter tief über Buntsandsteinbänke fallendem Wasser vorbei, einmal durchs Bett und einmal über eine Steinbrücke über den Bachlauf, verläuft zu einem großen Teil aber auch merklich über dem Talgrund auf dem linken Hang. Am Bachzusammenlauf kehrt sich eine Fortsetzung oberhalb der rechten Schluchtkante wieder hinunter in Richtung Mündung und folgt dann im Wesentlichen dem rechten Neckarhang bis nach Eberbach. Eine weitere Fortsetzung führt längs des stückweise verborgenen Quellbachs in Richtung Waldbrunn-Oberdielbach. Eine dritte folgt in einiger Entfernung dem Engelsbach talauf und erreicht dann Eberbach-Unterdielbach.
Von der Bachmündung in den Neckar unterhalb von Burg Zwingenberg aus besteht über einen heute (2008) teilweise abgerutschten Pfad Anschluss zu Burg und dem oben beschriebenen Schluchtpfad. Nach größeren Regenfällen und in der schlechten Jahreszeit ist ein Vorwärtskommen in den nicht vom Weg erschlossenen unteren Talpartien auf der Sohle schwierig und auch nicht ungefährlich.
Nur fünf Kilometer flussaufwärts liegt bei Neckargerach die in der Talnatur ähnliche, etwas kürzere und 'etwas weniger romantische' Margarethenschlucht mit etwas leichter begehbarem Pfad.